# シチズンズ・バンク・パーク
シチズンズ・バンク・パーク（英語: Citizens Bank Park）は、アメリカ合衆国ペンシルベニア州フィラデルフィアにある野球場。MLBのフィラデルフィア・フィリーズが2004年から本拠地として使用している。

## 概要
前本拠地ベテランズ・スタジアムは野球とアメフトの兼用球場だった。同スタジアムを本拠地にしていたフィリーズとNFLのフィラデルフィア・イーグルスはそれぞれ専用の新球場を計画。同じペンシルベニア州内に本拠地を置くMLBのピッツバーグ・パイレーツとNFLのピッツバーグ・スティーラーズが一足先に新球場（パイレーツ：PNCパーク、スティーラーズ：ハインツ・フィールド）を建設している間もフィラデルフィア市当局と両球団の協議は続き、2000年11月に建設場所と資金条件で合意に達した。同年12月20日には市議会もこれを承認した。
フィラデルフィア市はレンタカーに2パーセントの税を課して資金を得て、新球場建設を援助した。また命名権はシチズンズ・フィナンシャル・グループに25年9500万ドルで売却された。
ベテランズ・スタジアムの東隣に建設された新球場は、レンガと鉄骨を組み合わせた外観や左右非対称のフィールドという特徴をもつ野球専用球場である。あえて前の球場よりも総座席数を減らす代わりに上位クラスの座席数を増やし、客単価を上げるようにしている。これもあって、新球場は開場以来チケットの取りにくい状態が続いている。

## フィールドの特徴
センター方向があまり深くなく、両翼もそれぞれ一直線で膨らみの浅い形状。
向かい風も少ないため、各種統計で「本塁打の出やすい球場」に数えられる。開場以降、度重なる外野フェンスの改修工事を行っているものの依然として打者有利の状況にある。

## 設備、アトラクション、演出

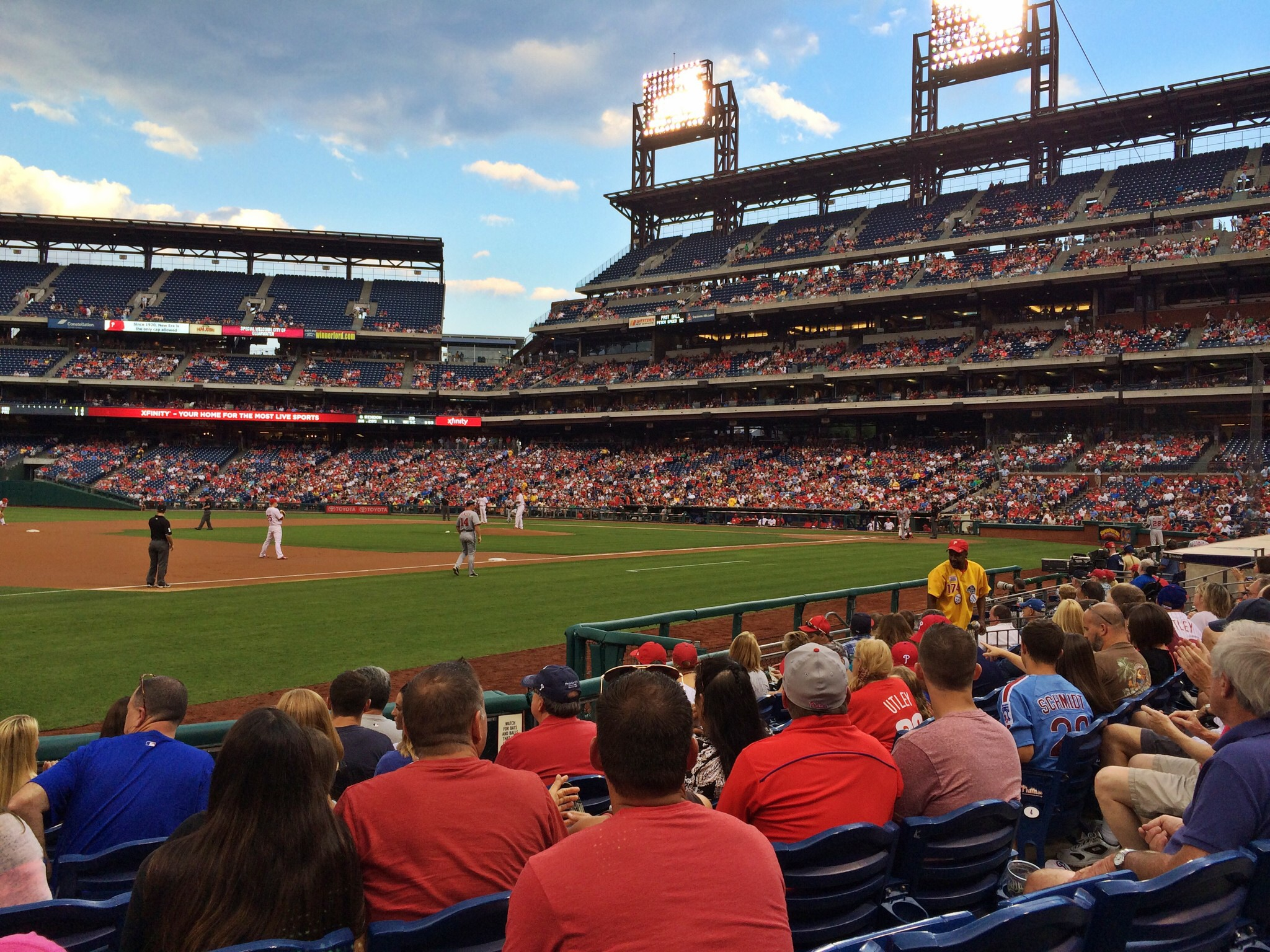
シチズンズ・バンク・パーク

- リバティ・ベル（自由の鐘）右中間スタンドに鐘を象ったイルミネーションがあり、フィリーズの選手がホームランを打つと場内に鐘の音色が鳴り響き、光を放ちながら左右にゆっくり振れる[3]。
- アシュバーン・アレー：バックスクリーン裏の通路。球団史に名を残す名選手のレリーフを飾ったウォール・オブ・フェイムや、フィリーズの歴史を写真で紹介するメモリー・レーン、さらにレストランや売店などが並んでいる。1950年代にフィリーズでリードオフマンとして活躍したリッチー・アシュバーンが名前の由来。
- 内野席からフィラデルフィアのダウンタウンを眺められるようにホームプレートが南、センターが北を向いている。
- 外野コンコースには球団の殿堂入り選手の銅板が飾られている[4]。
- 野球以外にもさまざまなイベントに利用され、球場で結婚式を挙げることもできる[3]。

## 主要な出来事

### 野球
2010年10月6日のロイ・ハラデイがノーヒットノーランを達成
2023年8月9日にマイケル・ローレンゼンがノーヒットノーランを達成。
2026年7月14日、オールスターゲームが開催予定。

### アイスホッケー
2012年1月2日にNHLのウィンター・クラシック（フィラデルフィア・フライヤーズvsニューヨーク・レンジャース）が行われ、レンジャーズが3-2で勝利した。この試合は46,967人の観客を動員した。また、1月6日にはAHLのアディロンダック・ファントムズ（フライヤーズのファーム）vsハーシー・ベアーズ（ワシントン・キャピタルズのファーム）が行われ、ファントムズが延長の末、4-3で勝利した。この試合は45,663人を動員し、AHL史上最多動員となった。